# Frederik Zytphen-Adeler
Frederik ("Fritz") Herman Christian de Falsen lensbaron Zytphen-Adeler (10. februar 1840 – 1. april 1908 på Dragsholm) var lensbaron til Baroniet Adelersborg og kammerherre. Han var bror til Otto og Christopher Zytphen-Adeler.
Han var søn af lensbaron G.F.O. Zytphen-Adeler og Bertha Frederikke Henrietta født Løvenskiold ("Fritze") og blev gift den 25. oktober 1867 med Malvina Cecilia Georgette født de Falsen (10. december 1848 – 23. februar 1919 på Søbysøgård). Han fik 24. december 1867 patent på navnet og titlen de Falsen Baron af Zytphen-Adeler og det dertil svarende våben.
Han var officer og Ridder af Dannebrog